# 薄根村
薄根村（うすねむら）は、群馬県の北部、利根郡に属していた村である。

## 地理
- 河川 - 利根川、薄根川、小沢川、四釜川

## 歴史
- 1889年（明治22年）4月1日 町村制施行により、下沼田村、善桂寺村、堀廻村、大釜村、原村、宇楚井村、石墨村、戸神村、町田村、白岩村、井土上村、恩田村、硯田村が合併し、利根郡薄根村が成立する。
- 1954年（昭和29年）4月1日 利根郡沼田町、利南村、池田村、川田村と合併し、沼田市を新設する。